# PS/2-SIMM

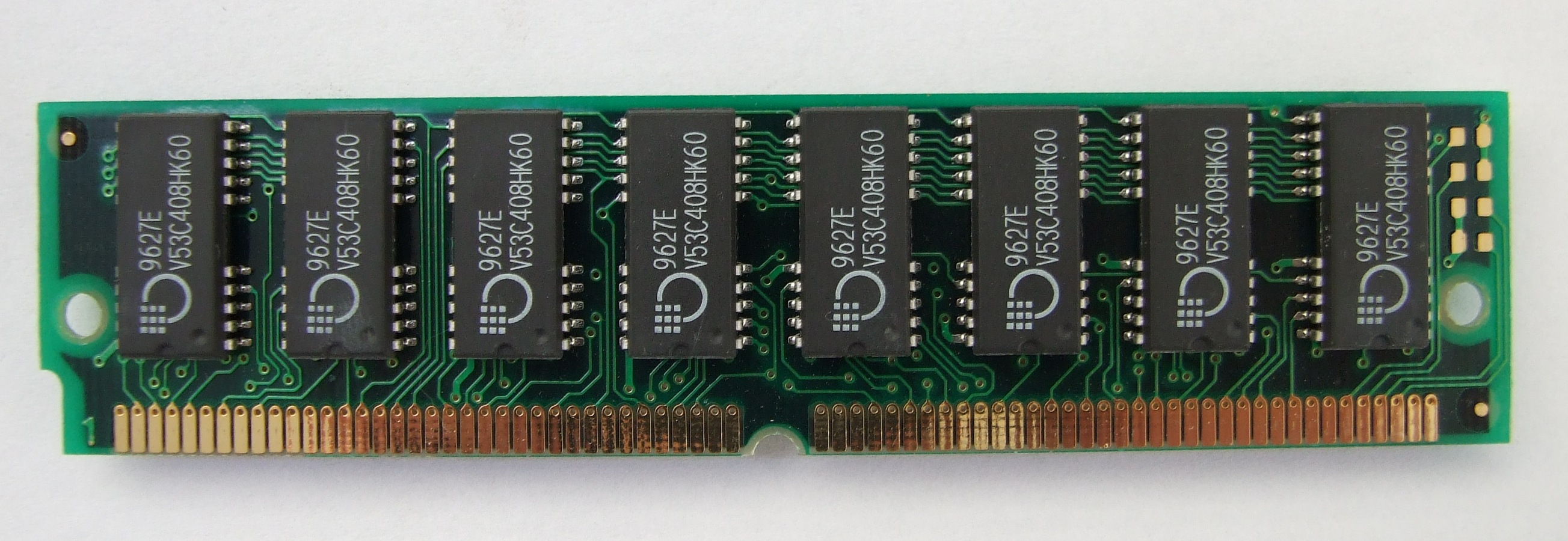
72-poliger PS/2-SIMM-Riegel

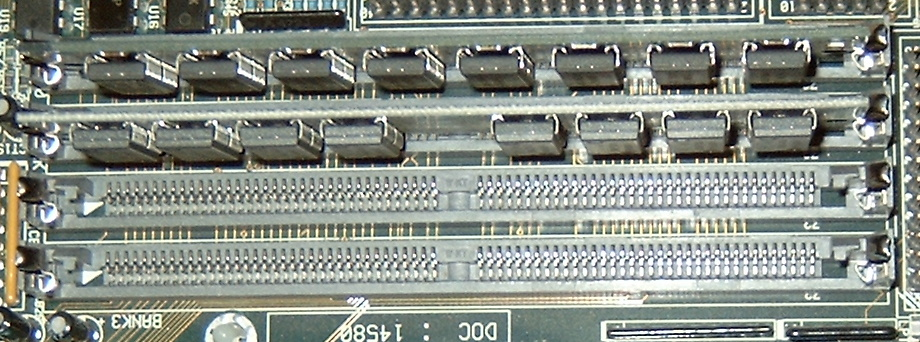
Vier 72-polige PS/2-SIMM-Steckplätze auf i486-Hauptplatine

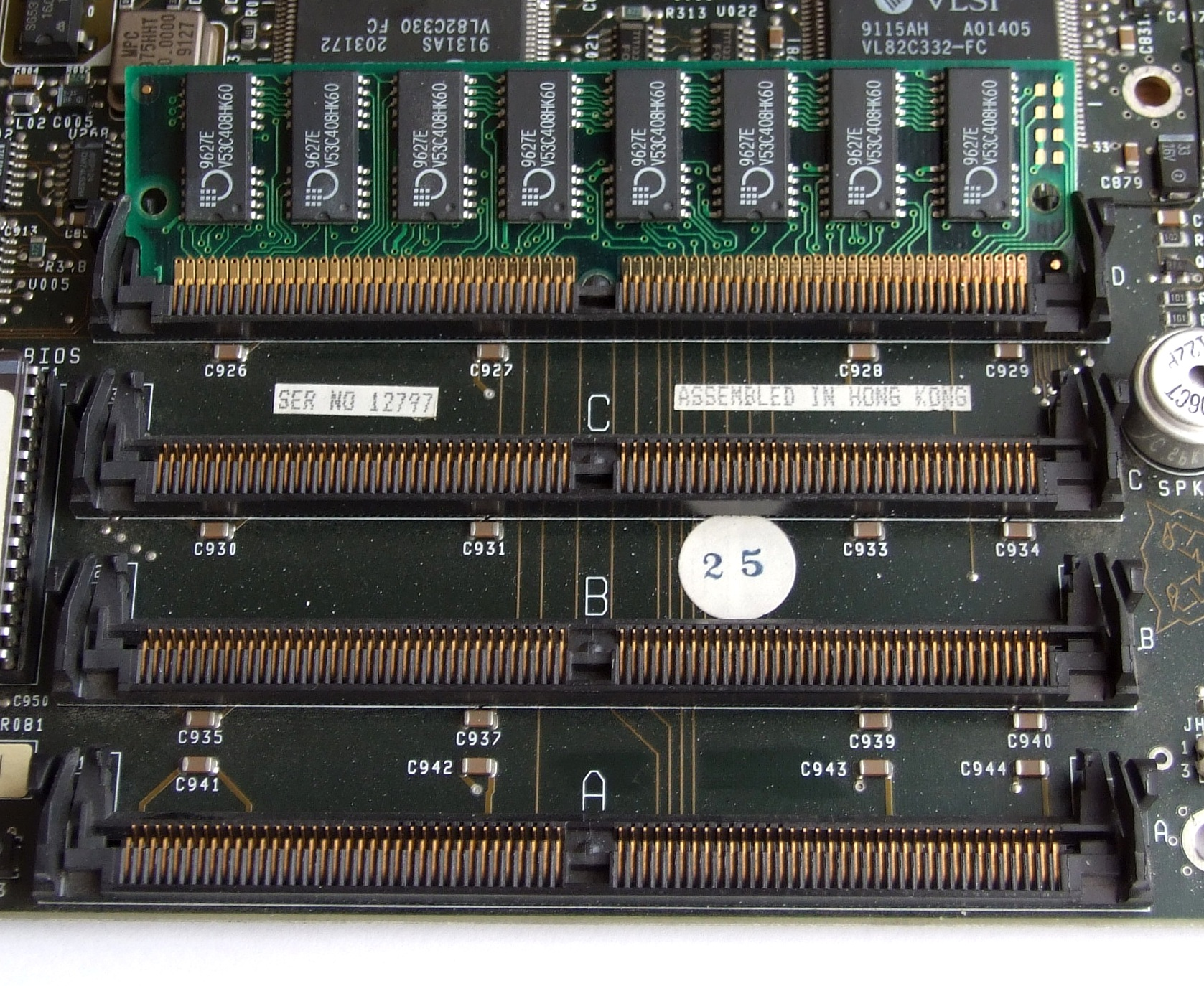
Vier PS/2-SIMM-Steckplätze auf einer i386-Platine. Die Speichermodule rasten hier schräg ein.

PS/2-SIMMs (PersonalSystem/2-SingleInlineMemoryModule) sind Speichermodule mit 72 Kontakten, die einseitig (singlesided) oder doppelseitig (doublesided) verschaltet sein können. Die Bestückung mit den Speicherchips kann einseitig oder doppelseitig erfolgen. Ausgehend von den in IBM Personal-System/2-Computern eingesetzten Speichermodulen wurden nachfolgende Speichermodule ihrem Ursprung folgend als „PS/2“-Speicher tituliert. Die PS/2-SIMM-Speichermodule haben die bis etwa 1993 vorherrschenden SIMM-Module ab 1994 zunehmend aus den Mainboards verdrängt. Bis etwa 1998 waren sie die verbreitetsten Speichermodultypen, dann wurden sie durch die schnelleren SDRAM-DIMM-Module abgelöst.
PS/2-SIMMs sind etwas breiter als ihre 8-bittigen Vorgänger (siehe SIMM) und haben eine Einkerbung in der Mitte der Kontaktleiste (zusätzlich zu der Aussparung am Rand, die eine Fehlorientierung verhindert). Es existieren zahlreiche verschiedene Speicherarten in der Form von PS/2-Modulen. Die bekanntesten sind FPM und EDO. Die anfangs verbreiteten Fastpage-Memory-Module (FPM) wurden mit Einführung der Pentium-Prozessoren durch EDO-Speicher (Extended Data Output) vom Markt verdrängt. EDO ist im Speicherzugriff etwa 10 bis 30 % schneller als FPM. Für den Einsatz im professionellen Bereich wurden oft systemspezifische PS/2-SIMMs mit automatischer Fehlererkennung (Parity) oder gar Fehlerkorrektur (ECC, Error-correcting code) verwendet. Diese sind meist speziell beschaltet und lassen sich nicht zwischen verschiedenen Rechnertypen austauschen.
Gängige Modulkapazitäten sind 4 MiB, 8 MiB, 16 MiB und 32 MiB, seltener sind 64 MiB und 128 MiB, wobei Letztgenannte nicht auf allen Hauptplatinen funktionieren.
Auf späten i486-Hauptplatinen sind zwei bis vier Steckplätze für PS/2-SIMMs vorhanden, die in der Regel beliebig mit Modulen bestückt werden können. Auf i586- und neueren Hauptplatinen bis zur Ablösung durch SDRAM-DIMM-Module sind meist vier, selten zwei oder sechs, Steckplätze für PS/2-SIMMs vorhanden. Bis auf wenige Ausnahmen müssen hier die Steckplätze 0 und 1, 2 und 3 und ggf. 4 und 5 mit jeweils zwei Modulen gleicher Kapazität bestückt werden.